# W. S. Van Dyke
Woodbridge "Woody" Strong Van Dyke II (San Diego, California, Estados Unidos, 21 de marzo de 1889 - Los Ángeles, California, Estados Unidos, 5 de febrero de 1943) fue un director de cine estadounidense.

## Biografía
Woodbridge Van Dyke nació en San Diego, California. En su infancia participó como actor infantil en circuitos de vodevil.
Cuando creció y después de dedicarse a trabajos diversos como minero, leñador, trabajador de tren o mercenario, se trasladó a Hollywood. Su primer trabajo en el mundo del cine fue como asistente de dirección en la película de D. W. Griffith, Intolerancia (1916). Durante la época del cine mudo, aprendió el oficio para convertirse, ya en el cine sonoro, en uno de los directores más destacados de la MGM.
Dentro de la industria del cine, Van Dyke recibió el apodo de "One Take Woody" por la rapidez con que cumplía sus trabajos, aunque en la década de 1920 no destacó por la calidad. De todas maneras, MGM valoró a Van Dyke como uno de los directores más versátiles que tenía, al poderse dedicar con igual efectividad a dramas, comedias, westerns o musicales. Muchas de sus películas fueron rentables para la taquilla.
Van Dyke recibió nominaciones para el premio Óscar por La cena de los acusados (1934) y San Francisco (1936). Aparte de éstos, Van Dyke dirigió clásicos como Trader Horn (1931), Tarzán de los monos (1932), El enemigo público número uno (1934) y María Antonieta (1938). También fue conocido por haber dirigido a Myrna Loy y William Powell en cuatro de las películas de la serie Thin Man: La cena de los acusados (1934), Ella, él y Asta (1936), Otra reunión de acusados (1939) y La sombra de los acusados (1941).
La secuencia del terremoto en la película San Francisco está considerada como una de las mejores escenas de efectos especiales jamás filmadas. Para ello, Van Dyke llamó a su mentor D. W. Griffith. Van Dyke también fue conocido por el gran trabajo que hacía con los extras, por lo que fue considerado uno de los directores más queridos de la industria.
Promovido a coronel antes de la Segunda Guerra Mundial, Van Dyke se alistó en el Cuerpo de Marines de los Estados Unidos y reclutó dentro de la propia oficina de la MGM a actores como Clark Gable, James Stewart, Robert Taylor y Nelson Eddy. El director no sobrevivió a la guerra. Enfermo de un cáncer terminal, dirigió su última película Journey for Margaret donde mostraba por lo que se estaba luchando en esta guerra, por los niños. Esta película catapultó a la estrella juvenil Margaret O'Brien.
Van Dyke rechazó cualquier cuidado médico. En los últimos años y después de enormes esfuerzos por el dolor, se despidió de su mujer, de sus hijos, de su jefe de estudio Louis B. Mayer, se suicidó en su apartamento de Brentwood, Los Ángeles, California.
Woody Van Dyke tiene una estrella en el Paseo de la Fama de Hollywood por su contribución al mundo del cine, situada en el 6141 de Hollywood Boulevard.

## Filmografía
- Journey for Margaret (1942)
- Cairo (1942)
- Me casé con un ángel (I Married an Angel) (1942)
- Dr. Kildare's Victory (1942)
- La sombra de los acusados (Shadow of the Thin Man) (1941)
- Huellas femeninas (The Feminine Touch) (1941)
- Alma en la sombra (Rage in Heaven) (1941)
- Bitter Sweet (1940)
- I Love You Again (1940)
- Esta mujer es mía (I Take This Woman) (1940)
- Otra reunión de acusados (Another Thin Man) (1939)
- Andy Hardy Gets Spring Fever (1939)
- En este mundo traidor (It's a Wonderful World) (1939)
- Stand Up and Fight (1939)
- Enamorados (Sweethearts) (1938)
- María Antonieta (Marie Antoinette) (1938)
- Rosalie (1937)
- They Gave Him a Gun (1937)
- Jugando a la misma carta (Personal Property) (1937)
- Ella, él y Asta (After the Thin Man) (1936)
- Love on the Run (1936)
- El demonio es un pobre diablo (The Devil Is a Sissy) (1936)
- La esposa de su hermano (His Brother's Wife) (1936)
- San Francisco (1936)
- Rose-Marie (1936)
- Vivo mi vida (I Live My Life) (1935)
- Cuando el diablo asoma (Forsaking All Others) (1934)
- Hide-Out (1934)
- La cena de los acusados (The Thin Man) (1934)
- El enemigo público número uno (Manhattan Melodrama) (1934)
- Eskimo (1933)
- Penthouse (1933)
- El boxeador y la dama (The Prizefighter and the Lady) (1933)
- Night Court (1932)
- Tarzán de los monos (Tarzan of the Appes) (1932)
- The Cuban Love Song (1931)
- Guilty Hands (1931)
- Never the Twain Shall Meet (1931)
- Trader Horn (1931)
- The Pagan (1929)
- Sombras blancas (White Shadows in the South Seas) (1928)
- Under the Black Eagle (1928)
- Wyoming (1928)
- El amor pudo más (Spoilers of the West) (1927)
- Los diablos amarillos (Foreign Devils) (1927)
- The Heart of the Yukon (1927)
- The Eyes of the Totem (1927)
- California (1927)
- Por la razón y la fuerza (Winners of the Wilderness) (1927)
- Nobleza de un piel roja (War Paint) (1926)
- The Gentle Cyclone (1926)
- The Desert's Price (1925)
- Timber Wolf (1925)
- Ranger of the Big Pines (1925)
- Hearts and Spurs (1925)
- The Trail Rider (1925)
- Barriers Burned Away (1925)
- Gold Heels (1924)
- Winner Take All (1924)
- The Beautiful Sinner (1924)
- The Battling Fool (1924)
- Loving Lies (1924)
- La dama del yate (Half-a-Dollar Bill) (1924)
- The Miracle Makers (1923)
- Destroying Angel (1923)
- The Little Girl Next Door (1923)
- The Boss of Camp Four (1922)
- According to Hoyle (1922)
- The Milky Way (1922)
- White Eagle (1922)
- The Avenging Arrow (1921)
- Double Adventure (1921)
- Vivo o muerto (Daredevil Jack) (1920)
- The Hawk's Trail (1919)
- The Lady of the Dugout (1918)
- Sadie Goes to Heaven (1917)
- Gift o' Gab (1917)
- Men of the Desert (1917)
- Open Places (1917)
- The Range Boss (1917)
- The Land of Long Shadows (1917)

## Premios y distinciones
Premios Óscar
| Año  | Categoría      | Película                | Resultado |
| ---- | -------------- | ----------------------- | --------- |
| 1935 | Mejor Director | La cena de los acusados | Nominado  |
| 1937 | Mejor Director | San Francisco           | Nominado  |